# Kyselina olejová
Kyselina olejová je karboxylová kyselina patřící do skupiny mastných kyselin. Jedná se o omega-9 mastnou kyselinu. Její funkční vzorec je C17H33COOH, racionální vzorec CH3(CH2)7CH=CH(CH2)7COOH. Je to vyšší mononenasycená (ve své molekule obsahuje násobnou vazbu) mastná kyselina obsažená v různých živočišných a rostlinných tucích. Její soli a estery se nazývají oleáty.
Vzhledem to je bledě žlutá až hnědá kapalina charakteristického zápachu. Je nerozpustná ve vodě. Tato kyselina tvoří 55–80 % olivového, 15–20 % hroznového a 14 % makového oleje.

## Výskyt
Kromě potravinářských olejů se kyselina olejová vyskytuje vázaná i v lidském těle. Tvoří mimo jiné tukovou tkáň člověka (kde je v lipidech), v níž je nejhojnější mastnou kyselinou. Taky je druhou nejčastější mastnou kyselinou v lidských tkáních po kyselině palmitové.
Kyselinu olejovou najdeme i v živočišných tucích, tvoří 37 až 56 % kuřecího a krůtího tuku.